# Bukovec (dopływ Hronu)
Bukovec – potok, dopływ Hronu na Słowacji. Jest ciekiem III rzędu. Wypływa w górnej części Doliny Bukowskiej (Bukovská dolina) w Niżnych Tatrach na Słowacji. Najwyżej położone źródła ma  na wysokości 1350–1400 m n.p.m. na południowych stokach szczytu Ondrejská hoľa. Potok spływa w kierunku południowym dnem wąskiej Doliny Bukowskiej, przepływa przez wieś Pohronský Bukovec i około 4 km niżej uchodzi do Hronu jako jego prawy dopływ. Następuje to na wysokości 419 m, w miejscu o współrzędnych 48°48′14″N 19°23′40″E/48,803889 19,394444.
Potok Bukovec ma długość 8,7 km. Wzdłuż potoku do osiedla Pohronský Bukovec prowadzi asfaltowa droga i szlak turystyki rowerowej. We wsi zaczyna się żółto znakowany szlak turystyki pieszej, który prowadzi do partyzanckich ziemianek w górnej części bocznej dolinki potoku Matúšová, a następnie do połączenia ze znakami niebieskimi.

## Szlaki turystyczne
zamknięta pętla: Brusno –  Bukovská dolina – Pohronský Bukovec – Bukovská dolina – Bukový diel –  Brusno
 Pohronský Bukovec – pomnik SNP – rozdroże Nad Kopcovou (skrzyżowanie ze szlakiem niebieskim). Czas przejścia: 2.10 h, ↓ 1.40 h